# Élections municipales de 1965 en Ille-et-Vilaine
Les élections municipales en Ille-et-Vilaine ont eu lieu les 14 et 21 mars 1965.

## Maires sortants et maires élus
Si les démocrates-chrétiens et les gaullistes confirment leur domination dans le département, il faut noter des changements de majorité à Cancale, Redon, Saint-Malo et	Saint-Servan-sur-Mer. À Pleurtuit et Saint-Jacques-de-la-Lande, les sortants sans étiquette sont réélus tandis qu'à Bain-de-Bretagne, René Marcillé succède à Jules Pouilloux. Enfin, le maire radical-socialiste de Combourg, Abel Bourgeois, est reconduit dans ses fonctions pour la quatrième fois.
| Commune                   | Population, | Maire sortant     | Parti | Parti    | Maire élu         | Parti | Parti    |
| ------------------------- | ----------- | ----------------- | ----- | -------- | ----------------- | ----- | -------- |
| Bain-de-Bretagne          | 3 936       | Jules Pouilloux   |       | MRP      | René Marcillé     |       | SE       |
| Bruz                      | 4 213       | Alphonse Legault  |       | DVD      | Alphonse Legault  |       | DVD      |
| Cancale                   | 5 236       | Émile Lecerf      |       | MRP      | Olivier Biard     |       | UNR      |
| Combourg                  | 4 339       | Abel Bourgeois    |       | Rad.soc. | Abel Bourgeois    |       | Rad.soc. |
| Dinard                    | 9 270       | Yvon Bourges      |       | UNR      | Yvon Bourges      |       | UNR      |
| Dol-de-Bretagne           | 4 511       | Yves Estève       |       | UNR      | Yves Estève       |       | UNR      |
| Fougères                  | 24 279      | Hippolyte Réhault |       | MRP      | Jean Madelain     |       | MRP      |
| Janzé                     | 3 948       | Jean-Marie Lacire |       | CNIP     | Jean-Marie Lacire |       | CNIP     |
| Louvigné-du-Désert        | 3 880       | René de Montigny  |       | MRP      | René de Montigny  |       | MRP      |
| Paramé                    | 8 811       | Georges Coudray   |       | MRP      | Georges Coudray   |       | MRP      |
| Pleurtuit                 | 3 608       | Jean Boyer        |       | SE       | Jean Boyer        |       | SE       |
| Redon                     | 8 876       | Émile Le Brigant  |       | CNIP     | Joseph Ricordel   |       | MRP      |
| Rennes                    | 151 948     | Henri Fréville    |       | MRP      | Henri Fréville    |       | MRP      |
| Saint-Jacques-de-la-Lande | 4 637       | René Vilboux      |       | SE       | René Vilboux      |       | SE       |
| Saint-Malo                | 17 137      | Guy La Chambre    |       | CNIP     | Maurice Callame   |       | DVD      |
| Saint-Servan-sur-Mer      | 14 963      | Lucien Huet       |       | UNR      | Marcel Planchet   |       | Centr.   |
| Vitré                     | 10 380      | Louis Giroux      |       | DVD      | Louis Giroux      |       | DVD      |

### Résultats en nombre de maires
| Partis              | Partis                                      | Maires sortants | Maires élus | Évolution     |
| ------------------- | ------------------------------------------- | --------------- | ----------- | ------------- |
|                     | Union pour la nouvelle République           | 3               | 3           | en stagnation |
|                     | Centre national des indépendants et paysans | 3               | 1           | 2             |
|                     | Divers droite                               | 2               | 3           | 1             |
| Total droite        | Total droite                                | 8               | 7           | 1             |
|                     | Mouvement républicain populaire             | 6               | 5           | 1             |
|                     | Centriste                                   | 0               | 1           | 1             |
| Total centre        | Total centre                                | 6               | 6           | en stagnation |
|                     | Parti radical-socialiste                    | 1               | 1           | en stagnation |
| Total centre gauche | Total centre gauche                         | 1               | 1           | en stagnation |
|                     | Sans étiquette                              | 2               | 3           | 1             |
| Total divers        | Total divers                                | 2               | 3           | 1             |
| Total               | Total                                       | 17              | 17          | -             |

## Résultats dans les communes de plus de3 500 habitants

### Redon
- Maire sortant : Émile Le Brigant (CNIP)
- 23 sièges à pourvoir au conseil municipal (population légale 1962 : 8 876 habitants)

| Tête de liste                                                      | Tête de liste   | Liste        | Premier tour | Premier tour | Second tour | Second tour | Sièges | Sièges |
| Tête de liste                                                      | Tête de liste   | Liste        | Voix         | %            | Voix        | %           | CM     | CM     |
| ------------------------------------------------------------------ | --------------- | ------------ | ------------ | ------------ | ----------- | ----------- | ------ | ------ |
|                                                                    | Joseph Ricordel | MRP-UNR-Mod. | 2 161        | 37,28        | 1 786       | 36,90       | 2      | 14     |
| Liste d'union pour le développement économique, social et culturel |                 |              | 2 161        | 37,28        | 1 786       | 36,90       | 2      | 14     |
|                                                                    | ?               | SFIO-Rad.    | 1 390        | 23,98        | 1 563       | 32,29       | 0      | 6      |
|                                                                    |                 |              | 1 390        | 23,98        | 1 563       | 32,29       | 0      | 6      |
|                                                                    | ?               | PC           | 1 166        | 20,12        | Retrait     | Retrait     | 0      | 0      |
|                                                                    |                 |              | 1 166        | 20,12        | Retrait     | Retrait     | 0      | 0      |
|                                                                    | ?               | Soc.ind.     | 1 079        | 18,62        | 1 491       | 30,80       | 0      | 1      |
|                                                                    |                 |              | 1 079        | 18,62        | 1 491       | 30,80       | 0      | 1      |
|                                                                    |                 |              |              |              |             |             |        |        |
| Inscrits                                                           | Inscrits        | Inscrits     | -            | 100,00       | -           | 100,00      |        |        |
| Abstentions                                                        | Abstentions     | Abstentions  | -            | -            | -           | -           |        |        |
| Votants                                                            | Votants         | Votants      | -            | -            | -           | -           |        |        |
| Nuls                                                               | Nuls            | Nuls         | -            | -            | -           | -           |        |        |
| Exprimés                                                           | Exprimés        | Exprimés     | 5 796        | -            | 4 840       | -           |        |        |

### Rennes
- Maire sortant : Henri Fréville (MRP)
- 37 sièges à pourvoir au conseil municipal (population légale 1962 : 151 948 habitants)

|                                                                                               |                   |               |              |              |             |             |         |        |  |
| Tête de liste                                                                                 | Tête de liste     | Liste         | Premier tour | Premier tour | Second tour | Second tour | Sièges  | Sièges |  |
| Tête de liste                                                                                 | Tête de liste     | Liste         | Voix         | %            | Voix        | %           | CM      |        |  |
|                                                                                               | Henri Fréville *  | MRP-CNIP-Rad. | 26 706       | 48,24        | 32 833      | 63,54       | 37      |        |  |
| Liste d'entente républicaine pour le développement économique et social de la ville de Rennes |                   |               | 26 706       | 48,24        | 32 833      | 63,54       | 37      |        |  |
|                                                                                               | Alexis Le Strat   | SFIO-PCF-PSU  | 17 352       | 31,34        | 18 837      | 36,46       |         |        |  |
| Liste d'union démocratique pour une politique de progrès social dans une grande ville moderne |                   |               | 17 352       | 31,34        | 18 837      | 36,46       |         |        |  |
|                                                                                               | Alexandre Lamache | UNR-CR        | 11 301       | 20,41        | Retrait     | Retrait     | Retrait |        |  |
| Liste d'action municipale et sociale                                                          |                   |               | 11 301       | 20,41        | Retrait     | Retrait     | Retrait |        |  |
|                                                                                               |                   |               |              |              |             |             |         |        |  |
| Inscrits                                                                                      | Inscrits          | Inscrits      | 86 600       | 100,00       | 86 605      | 100,00      |         |        |  |
| Abstentions                                                                                   | Abstentions       | Abstentions   | 29 596       | 34,17        | 33 169      | 38,30       |         |        |  |
| Votants                                                                                       | Votants           | Votants       | 57 004       | 65,82        | 53 436      | 61,70       |         |        |  |
| Nuls                                                                                          | Nuls              | Nuls          | 1 645        | 1,90         | 1 766       | 2,04        |         |        |  |
| Exprimés                                                                                      | Exprimés          | Exprimés      | 55 359       | 63,92        | 51 670      | 59,66       |         |        |  |
| * Liste du maire sortant                                                                      |                   |               |              |              |             |             |         |        |  |